# Murry Wilson
Murry Gage Wilson (* 2. Juli 1917 in Hutchinson, Kansas; † 4. Juni 1973 in Whittier, Kalifornien; auch bekannt unter seinem Pseudonym Reggie Dunbar) war ein US-amerikanischer Musiker, Komponist, Musikmanager und Musikproduzent. Er wurde dadurch bekannt, dass er die Band The Beach Boys von 1961 bis 1964 als Manager betreute und der Vater der Bandmitglieder Brian Wilson, Dennis Wilson, Carl Wilson sowie der Onkel Mike Loves war.

## Leben
Murry Wilson arbeitete als junger Mann in einer Fabrik von Goodyear, wo er bei einem Betriebsunfall sein linkes Auge verlor. Später machte er sich selbstständig und gründete sein eigenes Unternehmen, das er ABLE nannte. Er verkaufte über diese Firma technisches Zubehör für die Flugindustrie. 
In seiner Freizeit versuchte er, sich als Komponist und Texter zu etablieren. Er schrieb ein paar Texte zu Liedern, welche mittelmäßige Künstler als B-Seite veröffentlichten. Die erste Murry-Wilson-Komposition, die veröffentlicht wurde, war Two Steps Side Step, welche  The Bachelors im Jahr 1952 interpretierten. Lawrence Welk interpretierte diesen Song ebenfalls und machte ihn für Radiostationen interessant. Weitere Songs, die einen Interpreten fanden, waren Hide My Tears und His Little Darlin. Wilson hatte mit seiner Arbeit als Komponist keinen Erfolg, aber er hatte dadurch Kontakte in das Musikgeschäft, vor allem zum Ehepaar Morgan, das ein eigenes Aufnahmestudio besaß.
Murry gab seinen Kindern selbst Musikunterricht, und er war es, der für die Aufnahme des ersten Beach-Boys-Demobandes das Studio seines Freundes Hite Morgan mietete und gemeinsam mit Brian Wilson dieses Demoband produzierte. Hierbei kam es allerdings schon zu Meinungsverschiedenheiten mit der Band, da Murry wollte, dass sie von ihm komponierte Lieder aufnahmen. Dem entsprach die Band nicht. Nachdem das kleine Plattenlabel Candix Records das Lied Surfin veröffentlicht hatte, wurde Murry mit weiteren Demoaufnahmen bei größeren Plattenfirmen vorstellig, allerdings erfolglos. Erst Nick Venet von Capitol Records schenkte ihm Gehör. 
Murry hatte einen sehr autoritären Stil als Manager, was der Band bald nicht mehr passte. 1964 wurde er während einer Aufnahme im Studio von Brian Wilson von seinen Aufgaben entbunden, nachdem sie wieder einmal über Differenzen im musikalischen Bereich gestolpert waren.
Obwohl Wilson 1964 von der Band entlassen wurde, kümmerte er sich weiterhin um einige Bandangelegenheiten – wie die Rechte der Musik der Beach Boys. Er gründete dafür gemeinsam mit Brian den Musikverlag Sea of Tunes, der 1967 durch die von den Beach Boys gegründete Firma Brother Records ersetzt wurde. Er gab zudem, gefragt und ungefragt, Ratschläge zu diversen Bandangelegenheiten. 1969 verkaufte Murry Wilson mit einer gefälschten Unterschrift Brian Wilsons die Rechte an den Beach-Boys-Songs für nur 700.000 Dollar an das US-amerikanische Label A&M Records.
Mike Love fand bald darauf heraus, dass Murry Wilson als Urheber vieler Lieder, an denen Mike Love beteiligt war, nur Brian genannt hatte. Love war allerdings an vielen Liedern als Texter mitbeteiligt. Dieser Umstand führte Anfang der 1990er Jahre zu einem Gerichtsprozess zwischen Mike Love und Brian Wilson. Wilson hatte seinerseits A&M Records auf Schadenersatz verklagt. 
Murry Wilson wirkte schließlich 1969 auf der Beach-Boys-Single Break Away unter dem Pseudonym „Reggie Dunbar“ als Co-Komponist und Co-Produzent mit. Break Away erreichte in den USA Platz 63 und in Großbritannien Platz 6.
Wilson versuchte, sich weiterhin im Musikgeschäft zu etablieren. So nahm er sich der Band The Sunrays an, denen er als Manager und Produzent zur Seite stand. Die Band war eine Kopie der Beach Boys und versuchte, deren Klang zu imitieren. Murry schaffte es zwar, der Band einen Vertrag bei Capitol Records zu besorgen, sie merkten aber bald, dass Murry nicht das Genie hinter den Beach Boys gewesen war. Die Band schaffte es auch nur, zwei Singles in den Charts zu platzieren. Ebenso kümmerte er sich um die Band The Honeys, in der Marilyn Wilson, Brian Wilsons Frau, und Diane Rovell, deren Schwester, sangen. 
1967 veröffentlichte Murry sein erstes und einziges Soloalbum mit dem Titel The Many Moods of Murry Wilson. Es bestand nur aus Instrumentalstücken, welche zum größten Teil Coverversionen waren. Auf dem Album ist auch seine Version des Beach-Boys-Liedes The Warmth of the Sun zu hören. Eine zweite Coverversion mit Beach-Boys-Bezug ist das Lied Italia. Im Credit ist der Name Alan Jardine vermerkt, wobei dieser quasi als Platzhalter für eine Brian-Wilson-Komposition diente. 
Murry Wilson starb am 4. Juni 1973 im Alter von 55 Jahren an einem Herzschlag. Er war mit Audree Wilson verheiratet, von der er Mitte der 1960er Jahre geschieden wurde.

## Diskographie
- The Many Moods of Murry Wilson (1967, Capitol Records)